# Žuvinto, Žaltyčio ir Amalvo pelkės
Žuvinto, Žaltyčio ir Amalvo pelkės este o arie protejată (arie de protecție specială avifaunistică — SPA) din Lituania întinsă pe o suprafață de 18.490,12 ha, integral pe uscat.

## Localizare
Centrul sitului Žuvinto, Žaltyčio ir Amalvo pelkės este situat la coordonatele 54°28′08″N 23°32′56″E / 54.4689°N 23.5489°E.

## Înființare
Situl Žuvinto, Žaltyčio ir Amalvo pelkės a fost declarat arie de protecție specială avifaunistică în aprilie 2004 pentru a proteja 29 de specii de animale.

## Biodiversitate
Situată în ecoregiunea boreală, aria protejată nu include niciun habitat protejat.
La baza desemnării sitului se află mai multe specii protejate de  păsări (29): pitulice de apă (Acrocephalus paludicola), gârliță mare (Anser albifrons), gâscă de semănătură (Anser fabalis), acvilă țipătoare mică (Aquila pomarina), ciuf de câmp (Asio flammeus), cocoșul de mesteacăn (Bonasa bonasia), buhai de baltă (Botaurus stellaris), chirighiță neagră (Chlidonias niger), barză neagră (Ciconia nigra), erete de stuf (Circus aeruginosus), erete cenușiu (Circus pygargus), cristeiul de câmp (Crex crex), ciocănitoare cu spate alb (Dendrocopos leucotos), ciocănitoarea de stejar (Dendrocopos medius), ciocănitoare neagră (Dryocopus martius), muscar (Ficedula parva), Gallinago media, cocor (Grus grus), codalb (Haliaeetus albicilla), sfrâncioc roșiatic (Lanius collurio), gușă albastră (Luscinia svecica), viespar (Pernis apivorus), ciocănitoare verzuie (Picus canus), ploier auriu (Pluvialis apricaria), cresteț cenușiu (Porzana parva), cresteț pestriț (Porzana porzana), chiră de baltă (Sterna hirundo), cocoșul de mesteacăn (Tetrao tetrix tetrix), fluierar de mlaștină (Tringa glareola).